# Elisaveta Bykova
Elisaveta Ivanovna Bykova (ou Elisabeth Bykova, russo: Елизаве́та Ива́новна Бы́кова; 4 de novembro de 1913 – 8 de março de 1989) uma enxadrista soviética duas vezes campeã Mundial Feminina de Xadrez, de 1953 a 1956, e novamente de 1958 a 1956, conquistou os títulos de Mestre Internacional feminina em 1950, Mestre Internacional em 1953 e Grande Mestre Feminina em 1976.

## Carreira
Bykova nasceu em uma família camponesa. Quando ela tinha doze anos, sua família se mudou para Moscou, onde ela começou a jogar xadrez com seu irmão. Seu talento se tornou aparente em 1927, quando ela ganhou o campeonato de xadrez de sua escola.
Em 1938, ela ganhou o campeonato feminino de Moscou e, após a Segunda Guerra Mundial, foi três vezes vencedora do Campeonato Soviético Feminino de Xadrez (1946, 1947 e 1950).
Após vencer em 1952 o Torneio de Candidatas Femininas em Moscou, em 1953, ela derrotou em Leningrado a atual campeã Lyudmila Rudenko, com sete vitórias, cinco derrotas e dois empates. Ela perdeu o título para Olga Rubtsova em 1956, mas o reconquistou dois anos depois, tornando-se a primeira mulher a fazê-lo.
De dezembro de 1959 a janeiro de 1960, Bykova defendeu seu título ao derrotar Kira Zvorykina (que havia vencido o Torneio de Candidatas Femininas de 1959), marcando 6 vitórias, 2 derrotas e 5 empates. O evento foi realizado em Moscou.
Em setembro–outubro de 1962, ela perdeu o título para Nona Gaprindashvili. Nona venceu por 7 vitórias, 4 empates e nenhuma derrota.
Ela trabalhou como engenheira em uma grande gráfica de Moscou e também foi autora e colunista sobre xadrez na URSS. Apaixonada pelo xadrez feminino, Bykova também escreveu três livros sobre Vera Menchik, as jogadoras de xadrez soviéticas e o Campeonato Mundial Feminino. Ela também promoveu o xadrez através de palestras e organização de torneios.
Em 2013 foi introduzida no Hall da Fama Mundial do xadrez.